# Fasciolaria tulipa
Espèce
Fasciolaria tulipa est une espèce de mollusque marin appartenant à la famille des Fasciolariidae. Ce sont des escargots de mer prédateurs subtropicaux et tropicaux de l'océan Atlantique Ouest.

## Répartition
Cette espèce se rencontre depuis la côte de la Caroline du Nord tout au sud et l'ouest jusqu'à la côte du golfe du Mexique, également dans les Antilles.

## Description
Le mot «tulipe», décrit la forme générale de la coquille de ces espèces, qui ressemble à une fleur de tulipe fermée. On peut compter jusqu'à 9 spires. La surface est lisse, à l'exception de très fines lignes de croissance. L'opercule est épais, et lourd. La coquille est blanchâtre à brune, avec des rangées de taches brun foncé de tailles diverses; en plus des taches il existe fines lignes qui courent le long des spires de la coquille. L'animal vivant est orange vif.
- Longueur pour un adulte : de 6,4 à  24,1 cm.

## Habitus
Cette espèce vit habituellement dans le sable ou la boue à environ 10 mètres de profondeur. Elle est molluscivore : cet escargot se nourrit de bivalves et de gastéropodes divers, y compris individu de sa propre espèce.

## Galerie

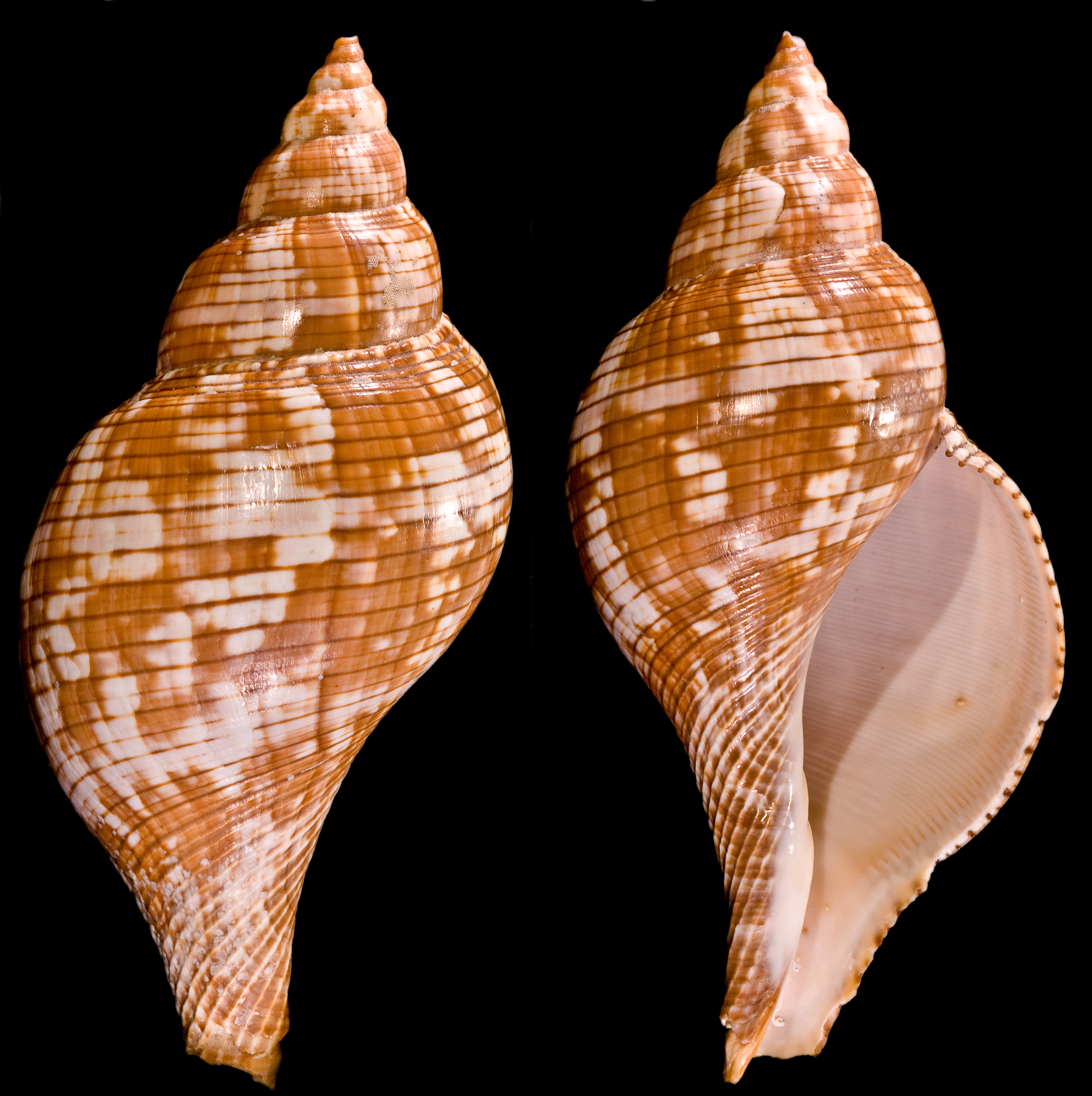
Profils du même spécimen
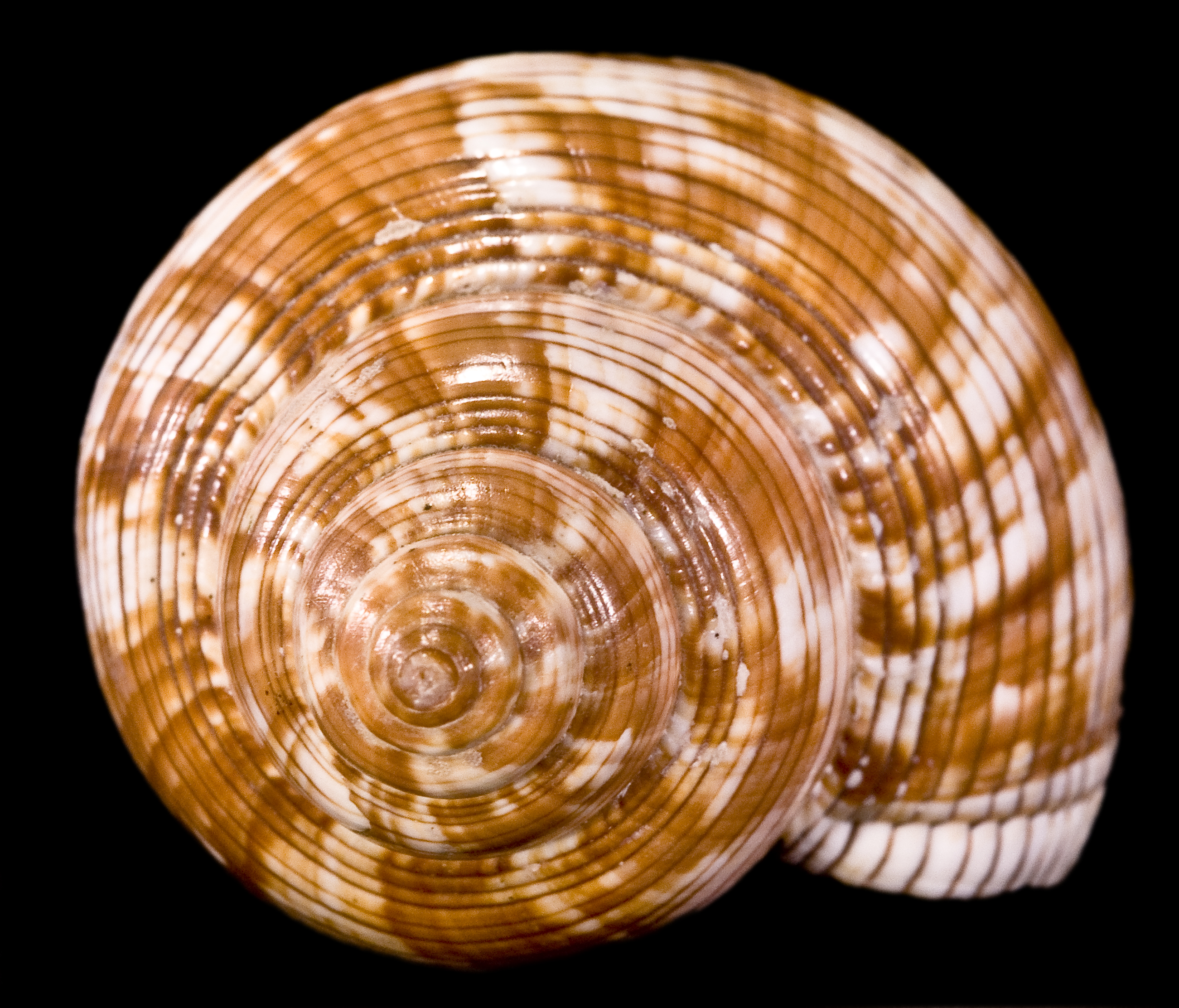
Apex